# یواس‌اس کانی (دی‌دی-۵۰۸)
یواس‌اس کانی (دی‌دی-۵۰۸) (به انگلیسی: USS Cony (DD-508)) یک کشتی بود که طول آن ۱۱۴٫۷ متر (۳۷۶ فوت) بود. این کشتی در سال ۱۹۴۲ ساخته شد.